# Brokholmarna
Brokholmarna är öar i Finland. De ligger i Finska viken och i kommunen Kyrkslätt i den ekonomiska regionen  Helsingfors i landskapet Nyland, i den södra delen av landet. Öarna ligger omkring 34 kilometer sydväst om Helsingfors.
Arean för den av öarna koordinaterna pekar på är 2,3 hektar och dess största längd är 230 meter i öst-västlig riktning. Ön höjer sig omkring 10 meter över havsytan.